# Antje von Ungern-Sternberg

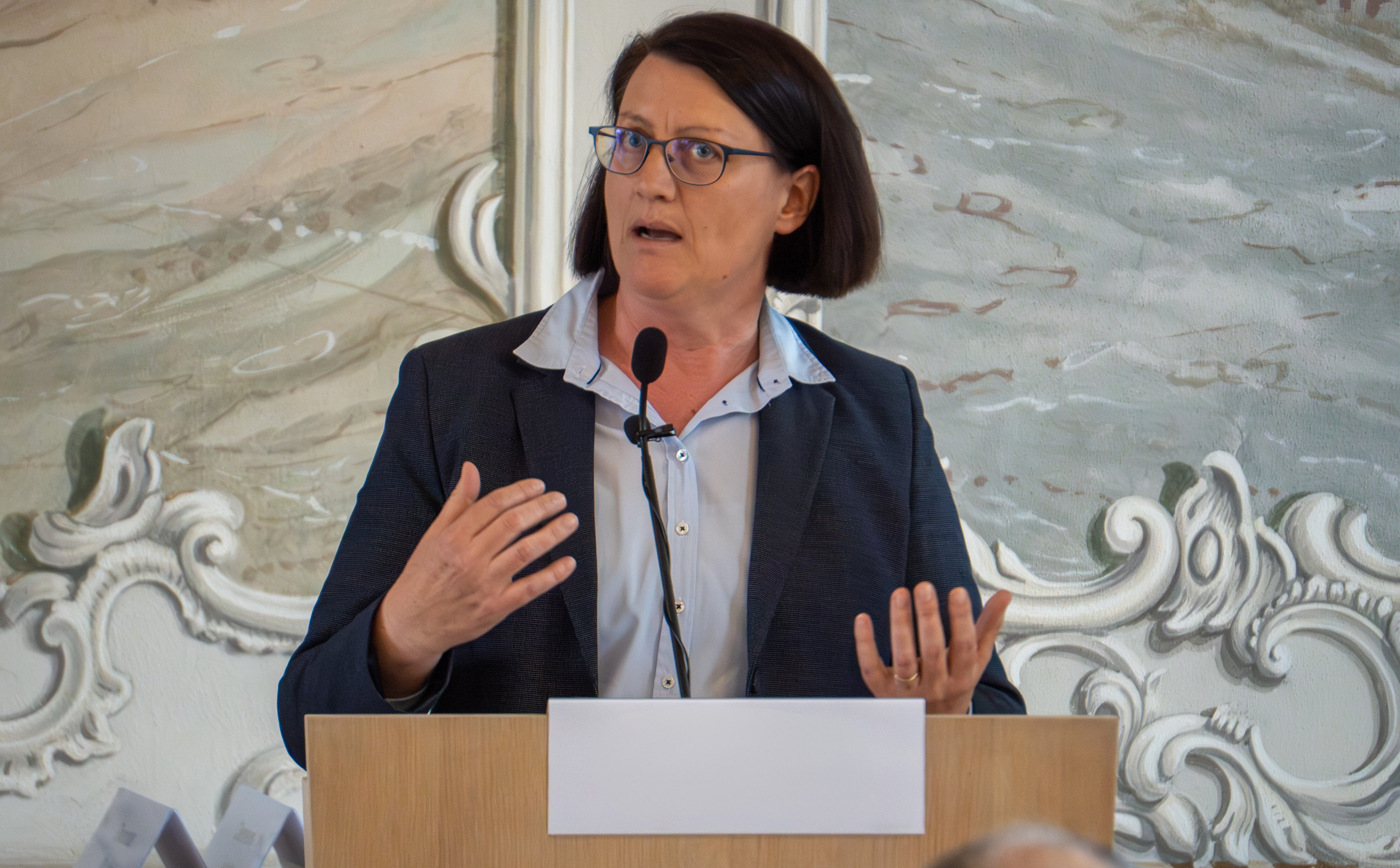
Antje-Verena von Ungern-Sternberg (2025)

Antje-Verena von Ungern-Sternberg (* 24. Juni 1974 in Freiburg im Breisgau) ist eine deutsche Rechtswissenschaftlerin und Hochschullehrerin.

## Leben
Von September 1993 bis Februar 2001 studierte sie Rechts- und der Geschichtswissenschaften an den Universitäten Freiburg im Breisgau, Münster (Februar 2001: Magister Artium in Geschichte/Dezember 2007: juristische Promotion), Cambridge und Paris (Paris IV – Sorbonne (September 2000: Maîtrise d’Histoire)). Im Februar 1999 legte sie das erste juristische Staatsexamen in Nordrhein-Westfalen, im Oktober 2003 das zweite juristische Staatsexamen ab. Von Oktober 2003 bis Mai 2008 war sie wissenschaftliche Mitarbeiterin am Lehrstuhl für Öffentliches Recht, einschließlich Völker- und Europarecht der Universität Münster.
Von Dezember 2006 bis Dezember 2008 war sie wissenschaftliche Mitarbeiterin am Bundesverfassungsgericht (Dezernat Udo Di Fabio). Von Mai 2008 bis März 2011 war sie Akademische Rätin a. Z. am Lehrstuhl für Öffentliches Recht, einschließlich Völker- und Europarecht der Westfälischen Wilhelms-Universität Münster (Exzellenzcluster Religion und Politik). Von April 2011/Mai 2016 bis März 2017 war sie Akademische Rätin/Oberrätin a. Z. am Lehrstuhl für Öffentliches Recht und Völkerrecht in München. Lehrstühle vertrat sie von April 2014 bis März 2017 in Münster, Potsdam, Göttingen, Hannover und Jena. Nach der Habilitation Juni 2015 an der Universität München mit einer Schrift zum Thema Völkerrecht und Demokratie – Zur demokratischen Legitimation nationaler und internationaler Rechtserzeugung bei Christian Walter und der Verleihung der Lehrbefähigung für die Fächer Deutsches und ausländisches Öffentliches Recht, Völkerrecht, Europarecht und Staatskirchenrecht erhielt sie im September 2016 den Ruf (W3) an die Universität Trier. Seit März 2017 lehrt sie als Inhaberin des Lehrstuhls für deutsches und ausländisches öffentliches Recht, Staatskirchenrecht und Völkerrecht in Trier. Sie ist seit 2018 zudem Direktorin des Instituts für Rechtspolitik an der Universität Trier und seit 2019 Direktorin des Instituts für Recht und Digitalisierung an der Universität Trier.
Ihre Forschungsschwerpunkte sind vergleichendes Verfassungsrecht, Völker- und Europarecht sowie das Recht der Digitalisierung.

## Schriften (Auswahl)
- als Herausgeberin mit Ben Behmenburg, Esther Fronemann und Anna Gregoritza: Die juristische Examensvorbereitung. Ziel, Weg, Ausblick (= Münsteraner Einführungen. Juristische Arbeitsbücher. Band 2). Lit, Münster 1999, ISBN 3-8258-4501-X.
- Religionsfreiheit in Europa. Die Freiheit individueller Religionsausübung in Großbritannien, Frankreich und Deutschland – ein Vergleich (= Jus ecclesiasticum. Beiträge zum evangelischen Kirchenrecht und zum Staatskirchenrecht. Band 86). Mohr Siebeck, Tübingen 2008, ISBN 978-3-16-149682-0 (zugleich Dissertation, Münster 2007).
- als Herausgeberin mit Christian Walter, Janbernd Oebbecke und Moritz Indenhuck: Die Einrichtung von Beiräten für Islamische Studien. Tagung am 20. und 21. Mai 2010 in Münster (= Schriften zum Religionsrecht. Band 2). Nomos, Baden-Baden 2011, ISBN 3-8329-6431-2.
- als Herausgeberin mit Ulrich Jan Schröder: Zur Aktualität der Weimarer Staatsrechtslehre (= Grundlagen der Rechtswissenschaft. Band 17). Mohr Siebeck, Tübingen 2011, ISBN 3-16-151043-7.
- mit Christian Walter und Stephan Lorentz: Die „Zweitverleihung“ des Körperschaftsstatus für Religionsgemeinschaften – Eine überkommene Rechtspraxis auf dem Prüfstand von Grundgesetz und EMRK (= Schriften zum Religionsrecht. Band 3). Nomos, Baden-Baden 2012, ISBN 3-8329-7514-4.
- als Herausgeberin mit Christian Walter: Transformation of church and state relations in Great Britain and Germany (= Schriften zum Religionsrecht. Band 4). Nomos, Baden-Baden 2013, ISBN 3-8329-7862-3.
- als Herausgeberin mit Christian Walter und Kavus Abushov: Self-determination and Secession in International Law – with particular focus on the Commonwealth of Independent States. Oxford University Press, Oxford 2014, ISBN 0-19-870237-X.